# Posle nas
Posle nas (in russo После нас?) è un singolo della cantante russa Lena Katina, pubblicato il 4 marzo 2018 come primo estratto dal secondo album in studio Mono.

## Descrizione
Il brano è stato lanciato come singolo nel marzo del 2018 e vede l'artista cantare nuovamente in lingua russa dopo un lungo periodo di materiale destinato al mercato internazionale. Il singolo è stato successivamente inserito nel secondo album dell'artista, Mono (2019), di cui costituisce l'ottava e ultima traccia. Tra i brani inseriti, Posle nas è l'unica ballata. 
Il testo della canzone, il cui titolo vuol dire dopo di noi, è dedicato alle t.A.T.u., il duo musicale di cui la cantante faceva parte prima di intraprendere la carriera solista. Lena Katina, rivolgendosi a chi la segue dagli esordi, si è così espressa sul brano:

## Video musicale
Il video musicale, uscito in concomitanza con il lancio del singolo, è una raccolta di filmati che riprendono la cantante insieme alla ex collega Julia Volkova (al tempo sedicenni) nel settembre del 2001 per le strade di New York, in occasione degli annuali MTV Video Music Awards in cui il video di Ja sošla s uma delle t.A.T.u. veniva premiato nella categoria "Miglior video russo scelto dal pubblico".

## Tracce
Testi e musiche di Evgenij Bednenko e Oleg Drofa.
Download digitale
1. Posle nas – 3:17